# Eurhadina pulchella
Eurhadina pulchella är en insektsart som först beskrevs av Carl Fredrik Fallén 1806.  Eurhadina pulchella ingår i släktet Eurhadina och familjen dvärgstritar. Arten är reproducerande i Sverige. Inga underarter finns listade i Catalogue of Life.

## Bildgalleri

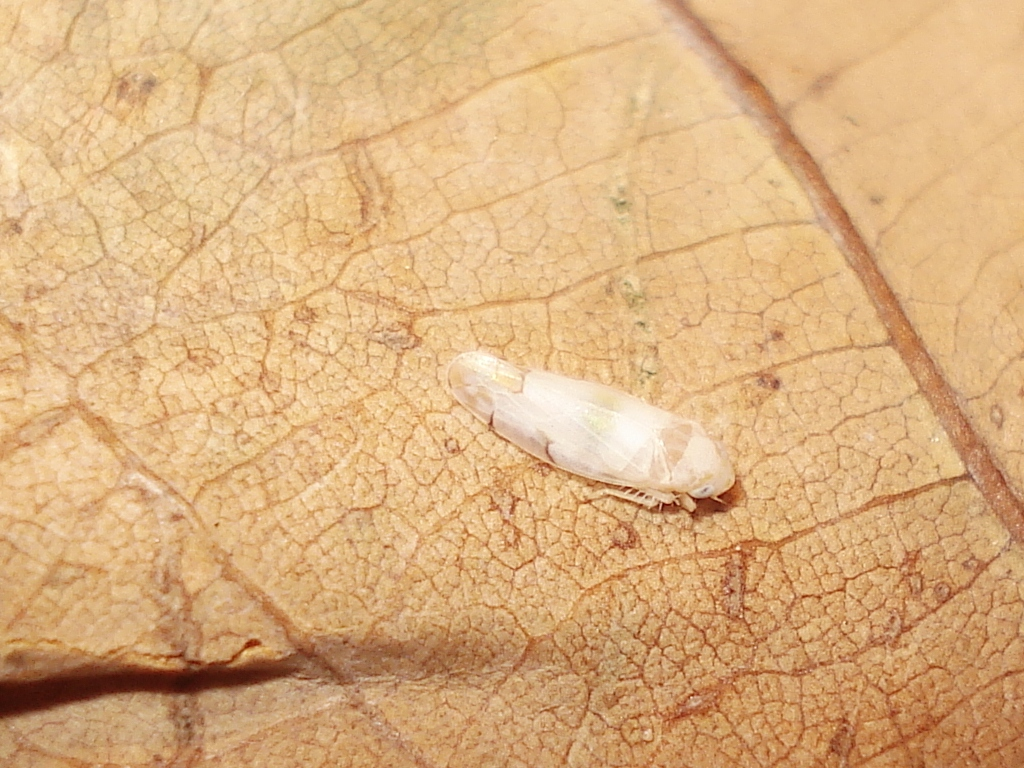
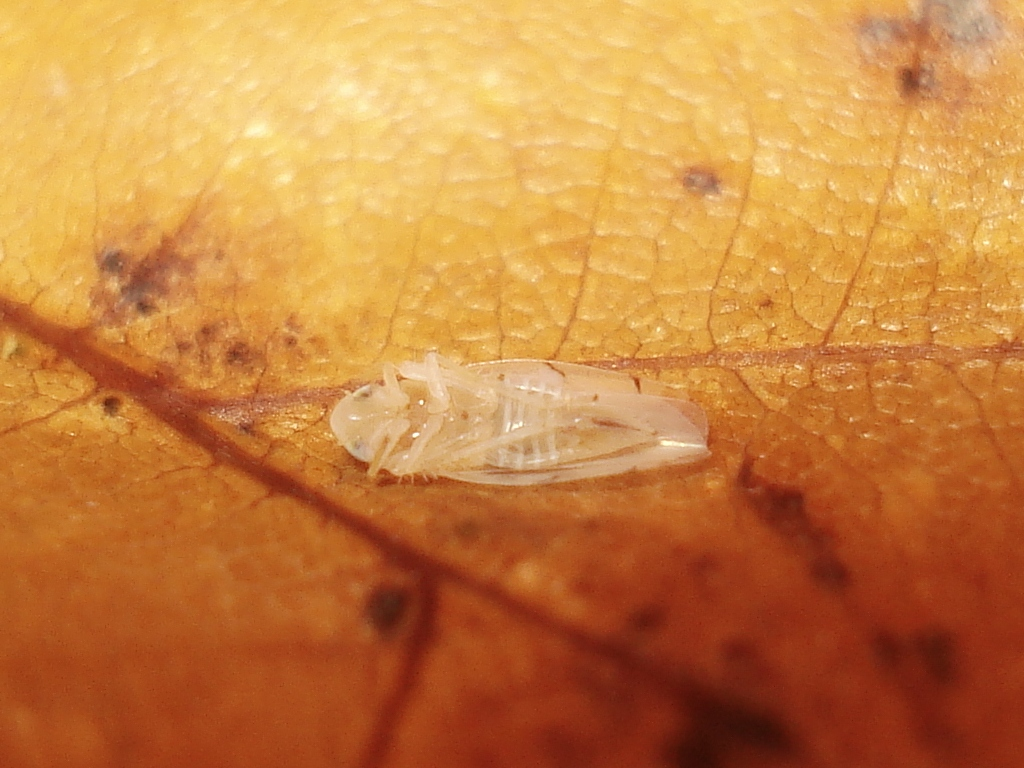
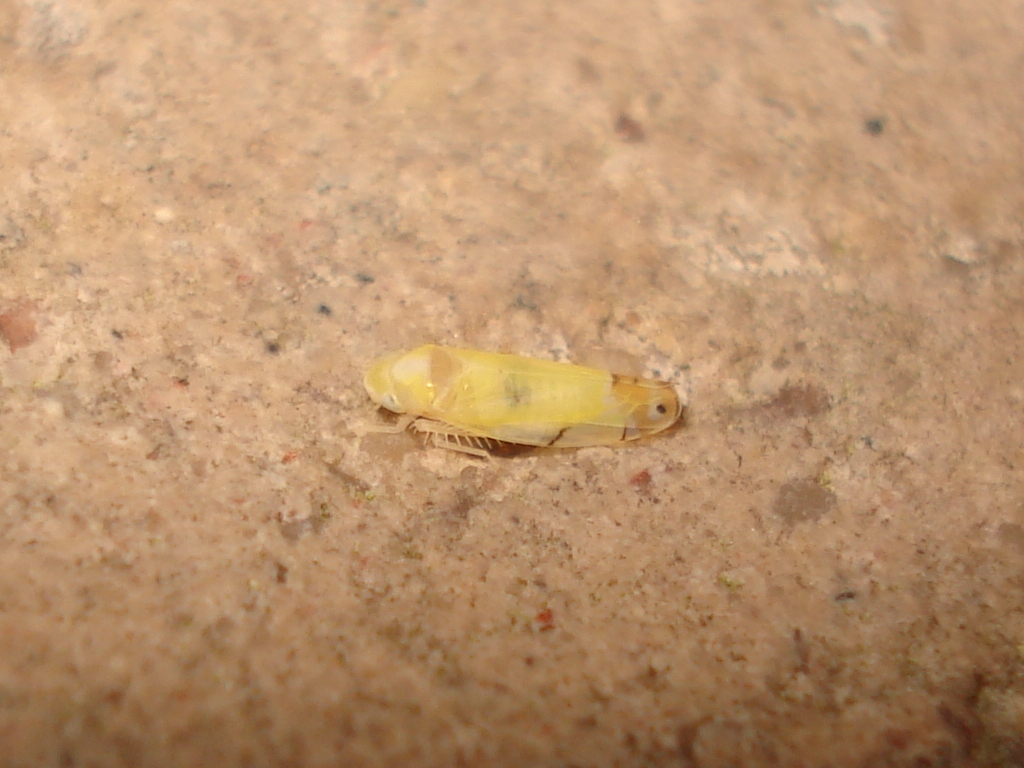
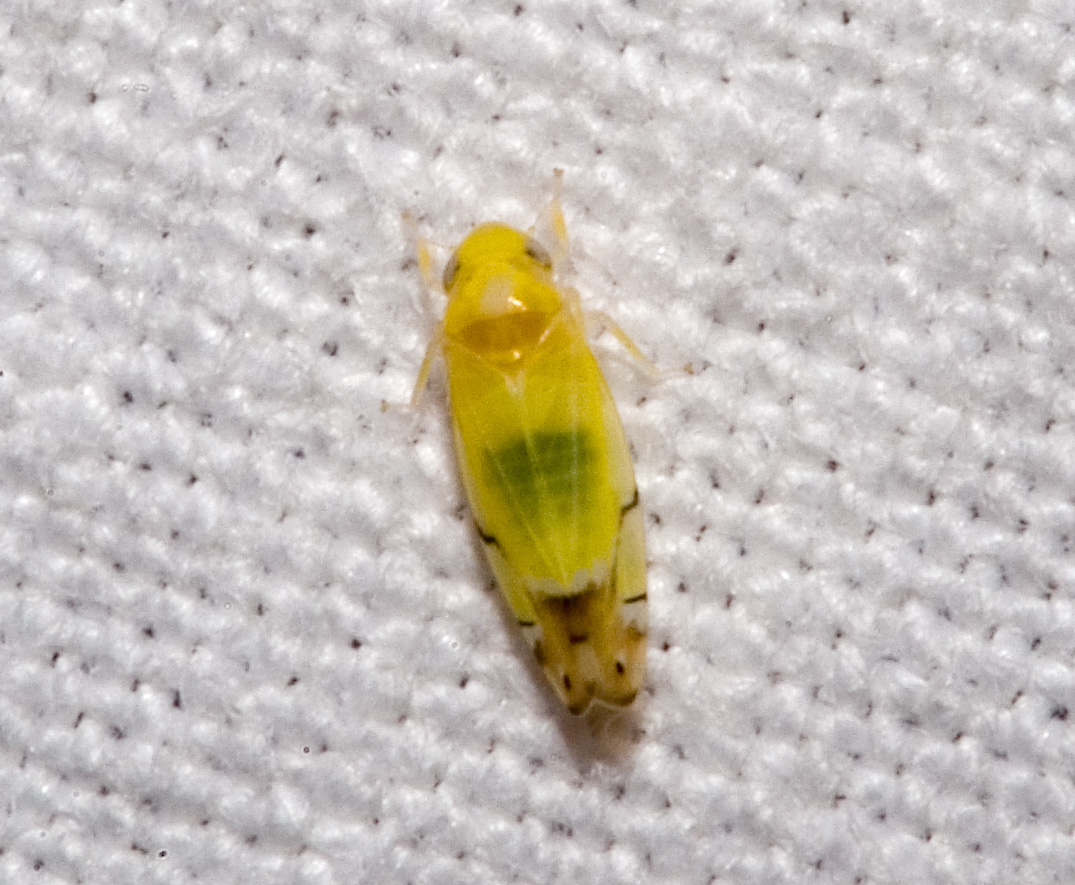